# 北九州監禁殺人事件
北九州監禁殺人事件（きたきゅうしゅうかんきんさつじんじけん）は、1996年（平成8年）から2002年（平成14年）にかけて、福岡県北九州市小倉北区のマンション内で発生した監禁・連続殺人事件である。犯人の男M・F（逮捕当時40歳）が内縁の妻Bを含む親族や知人などの同居相手に対して脅迫・虐待などを相次いで行い、最終的には自分の手を汚さず、マインドコントロールにより互いに互いを殺害させるように仕向けた。
犯行は6年間に及び、犠牲者は計7人にのぼったが、2002年に最初に監禁された少女A（当時17歳）が虐待から逃れ祖父の家に助けを求めて脱出したことで初めて事件が発覚し、2011年（平成23年）に犯人の男M・Fの死刑が確定。内縁の妻Bも殺人の共犯として無期懲役が確定した。
福岡県警察が2022年（令和4年）に発行した『福岡県警察史 平成編』では小倉北区のマンション内における監禁・殺人等事件と呼称されている。

## 概要

### 事件の経緯
本事件は、男M・Fが内縁の妻Bとともに逃亡する過程で出身地である福岡県北九州市にたどり着き、少女Aの父である知人の不動産業の男性Eを脅迫と虐待の末に死亡させ、その後Bの親族を北九州市の自宅に呼び寄せて監禁し、脅迫と虐待の末に親族間で殺害させた事件である。死亡したのは不動産業の男性を皮切りに、Bの父F・母G・妹H・義弟I・姪J・甥Kの計7名に及び、裁判ではBの父に対するもののみ傷害致死罪とされ、他の6名については殺人罪が認定された。Bも殺害に加担し後にMの共犯として有罪判決を受けたが、他方でMによる虐待を長年に渡り受け続けた（第二審で死刑を回避したのも、虐待によってМの強い影響下に置かれていたことが関係している）。本事件は、最初に殺害された男性の娘で、父の死後Mとの同居を強いられ長期に渡りMらによる虐待を受けていた少女Aが、2002年（平成14年）に親族宅に逃亡したことが端緒となり発覚した。
Mは人の弱みにつけこんで被害者を監禁して金を巻き上げ、拷問と虐待によってマインドコントロール下に置き、お互いの不満をぶつけさせることにより相互不信を起こして逆らえなくし、被害者同士で虐待をさせることで相互不信を一層深くさせ、自分の手は汚さずに用済みとなった人間を殺害して死体処理を行わせた。犯罪史上稀に見る凶悪犯罪とされ、第一審で検察側は「鬼畜の所業」と被告人Мを厳しく非難した。2011年12月、最高裁判所によってMの死刑と、共犯として起訴されていたBの無期懲役が確定した。
福岡県警はこの事件を「被疑者が被害者を監禁し、金銭を巻き上げ、拷問と虐待によってマインドコントロール下に置き、被害者同士で虐待させた上、殺害後の死体処理を行わせるなどした史上稀に見る凶悪事件」と評した。また平成中期に「世間を震撼させた残虐卑劣な凶悪犯罪が連続的に発生した」と評した上で、当時の代表的な重要凶悪事件として、この事件を福岡一家4人殺害事件（2003年）、大牟田4人殺害事件（2004年）とともに挙げている。またこの事件を契機に、2008年（平成20年）には犯罪被害者等給付金の支給等に関する法律が改正され、犯罪被害者等給付金の裁定の申請期間について、やむを得ない理由がある場合に対する特例が設けられた。

### 事件の報道について
非常に残虐性・悪質性が高い大事件にもかかわらず、事件の知名度は高くない。当初は地元の報道機関を中心に報道をしていたが、途中から報道量が少なくなり、全国の報道機関での集中報道に結びつかなかったといわれている。報道量が少なくなった理由としては、「あまりにも残酷な事件内容のため表現方法が極めて難しいこと」や「家族同士が殺しあった事件の性格から、被害者遺族がメディアに積極露出をして被害を訴えづらいこと」があるとされる。

## 犯人Ｍ
本事件の犯人であるМ・Fは1961年（昭和36年）4月28日生まれ。福岡県北九州市小倉北区出身。福岡拘置所に死刑囚として収監されている。
実家は畳屋で、7歳の頃に父親が実家の家業を引き継ぐため福岡県柳川市に転居した。経済的には裕福な家庭であり、母親と祖母に甘やかされて育った。小学校の全学年でほとんどの教科の評定が「5」であり、学級委員長や生徒会役員を務め、中学1年時には校内の弁論大会で3年生を差し置いて優勝し、部活ではキャプテンを務めたが、当時から虚言癖があり、教師からの信用は低かった。
実際に小中学生時代の同級生への取材では「彼が弁論大会で優勝した記憶は無い。部活のキャプテンは本人が強く望んだため押し切られる形であった、チームプレイが出来ずレギュラーではなかった」また別の同級生からは「成績は良かったがズバ抜けているわけではなく、進学先も中程度の学力であった」と語られており、ライターの小野一光は「弁護側の冒頭陳述で出てきた内容と事実に乖離があることを感じずにはいられない」としている。
Bと同じ高校に進学し風紀委員長になるも、不純異性交遊が発覚して男子校に転校させられた。
転校先の高校を卒業して父の店を受け継ぎ、家業を布団販売業に転換、有限会社化のちに株式会社にする（社名ワールド）。1992年に指名手配されるまで詐欺商法を繰り返す。1980年に結婚して1男をもうけるが、1992年に前妻と離婚。その後に内妻Bと2男（C・D）をもうける。
病的なまでの嘘つきで、自意識が強く目立ちたがり屋。饒舌でいくつもの顔を持ち、エリートを演じる傾向がある。礼儀正しく愛想が良いが、猜疑心、嫉妬心が強い（アフェクションレス・キャラクターの傾向）。異常なまでに執念深く嗜虐的。
また、虚勢を張るところもあるが、実際には神経質で臆病な小心者だったようで、息子の証言では暴力団から厳しい借金の取り立てに遭った時は、部屋で小さくなり閉じ籠っていた。また、出所したMの刑務所仲間によると、収監中のMは他の囚人や刑務官に対しては腰が低く礼儀正しく振る舞っていたが、実際には刑務官から「全く反省していない」と吐き捨てられていたと言う。
Mは「東大卒のコンピューター技師」「京大卒の予備校講師で物理学者の逸材で小説家志望」「実家は村上水軍の当主」「兄は東大卒の医者」など様々な嘘の経歴を名乗っていた。
Mは容姿や話術から女性から好感を持たれる魅力があり、それにより様々な女性遍歴があった。Mは同時に複数の女性と肉体関係を持っており、交際女性とその母親と同時に肉体関係を持っていることもあった。Bと元妻はMが同時に複数の女性と肉体関係を持っていることを知っていたが、Mとなかなか別れようとしなかった。Mの証言によると、この事件関係者である内妻のBの家庭については、BだけでなくBの母GやBの妹Hとも同時並行で肉体関係を持っていた。Mはこのことについて「奇妙な人間関係」と表現している。GやHの肉体関係については相手が誘ってきたとMは主張しているが、Bや元妻などMと交際して生存している女性によると、交際のきっかけはMから誘ってきたと述べている。また、Mは女性と性行為をする際に写真を撮影することがあり、Mが撮影した性行為の写真はBだけではなく、GやHのものも存在して監禁事件における材料として使われ、事件発覚後に警察に押収されたという。
Bを含む被害者たちだけでなく、過去の交際女性、会社の従業員、顧客なども標的にして苛烈な暴力を振るい、時には標的とした人々をマインドコントロールにかけて、本事件に近い形で暴行の共犯者にし、彼らに対して絶対的な存在として振る舞っていた。
事件発覚後に元妻は、「Mはとにかく自信家で大きなことばかり言って、人に夢を持たせる」「Mは自分を『世の中の救世主』と語っていたが、Mと出会った人は全員不幸になった」「Mによっていつか死人が出ると思ってた」「多くの嘘で上塗りをしていくと、Mの中では本当のことになる」「あんな人間、二度と出てこない」という言葉を残している。
両親を含めた親族は取材を拒否している。なお、Mが経営していた会社の元従業員は「Mは暴力団幹部と付き合いがあった。Mの実父からピストルを見せられたことがある」と法廷で証言している。またMの親戚に結婚詐欺や手形詐欺など詐欺についての知識が豊富な人物がおり、事件前に他界しているものの、M家やMが経営する会社に出入りし、Mの詐欺はこの親戚の影響を受けていたという。
息子によると、服役中に糖尿病を患ったらしく、現在は目も見えず日常生活も助けを借りなければならないと言う。

## 当事者
状況によって、Mを除く生存者・死亡者たちは加害者になったり、被害者になったりした。

### 生存者
- A - 1984年生まれ。Mに虐待されて2002年に脱出した少女で、一連の事件解明における最重要証人の一人。Mの支配下の間は小学生時代から酒を飲まされ、夜中の4時頃に寝て朝7時に起こされて登校した学校で居眠りをし、貧血を起こしたり吐き気を催したり、生理が3ヶ月遅れ、クラスで2番目の高さだった身長がほとんど伸びなくなってクラスで2番目の低い身長になり、1997年から2000年までの中学生3年間は約180日欠席するなど、学校に通いながらも身体を含めて生活に悪影響が出ていた。MとBの子C・Dを含めた4人の子供の子守役をしていた。Bの長男Cの話によれば、Mがいない時にAはCたちに勉強を教えていたこともあったという。19歳時の2004年に法廷で証言音声が流れたが、司法記者達は「19歳にしては幼い気がした」と語っている[21]。報道機関や書籍では実名表記はされていない[注 2]。事件後は児童養護施設に送られ、そこで出会った男性と県外で結婚し、子供も二人生まれたという。
- B - 1962年（昭和37年）2月25日生まれ[22]。久留米市出身[22]。実家は農家で、父親は村議会議員を務める地元の名士。従順で没個性的。親からの束縛が厳しかったこともあり、学校の制服や髪型を全て規則通りにする真面目な性格だった。高校時代は男性と交際は無かった。短期大学を出て幼稚園教諭になる[23]。Mの内妻となり、1993年1月に長男Cを、1996年3月に次男Dをそれぞれ出産した。子供好きであったため、「どんなにひどい状況でも子供達に接している時だけ忘れられた」と語っていた[24]。しかし、逆に子供達の存在が、B一家の家族を脅す材料としてMに利用されるようになった。指名手配後にMの愛人を含めた他の人間に会う時は、Mの知人もしくは姉と名乗っていた。一連の事件解明における最重要証人の一人。Mからの虐待で喉を攻撃されて、40代ながら老婆のような声になり、通電で右足の小指と薬指が癒着し親指の肉が欠けていたことが明らかになっている[25]。7人の殺害の共犯としてMと共に逮捕され、裁判では無期懲役判決が確定し、長男CのYouTube動画によると、現在は麓刑務所に服役中である。
- C - Bの長男。1993年1月24日生まれ。MがBを伴って逃亡中に2人の間に生まれた。Cの証言によると、彼と弟DもまたMから通電や食事制限等の虐待を受けていた。食事制限について、Aは「BとCは平素Mと同じように肉や魚や野菜を食べていた」と証言しているが、実際はMによって人々が2つのマンションに振り分けられてB親子3人とAが離れ離れになった時にCたちに食事制限が行われた可能性が高いと見られる。また、MはCとDの出生届を出していなかったため、Cは学校に通うことも出来ず、病院に行くこともできなかった。Mや指示を受けたBから度々通電を受けたり、Bから包丁を突き立てられたこともあり、そのためBに憎悪を燃やしている。また、Mに意思を抑圧されDを通電したり、逆に意思を抑圧されたDから通電を受けたりしたこともある。また、他人が通電を受ける場面を度々目撃したり、殺害された人々の死体遺棄に加担させられたりした。Aが逃亡して一連の事件が発覚後はDとともに児童養護施設に送られ、中2になるまでそこで過ごした。Aが逃亡したおかげで一連の事件が発覚し生き延びたため、Aにはとても感謝している。現在は学生時代の同級生の女性と結婚し、YouTubeアカウント「Mの息子」でさまざまな動画を配信している。
- D - Bの次男。1996年3月22日生まれ。健康体で生まれた。他の被害者たちと同じようにMやその指示を受けた者から度々虐待を受けたが、死亡せずに生存した。Cと同じように、出生届を出してもらえなかった。A・B・Cと共に生存し、現在兄Cとは時々連絡を取り合っている。

### 死亡者
- E - Aの父で、元不動産会社勤務。1961年12月13日生まれ[26]で、MやBと同学年。死亡した被害者であるが他の死亡者と異なり、報道機関では顔写真が非公開で実名表記が伏せられており、顔写真や実名表記は一部書籍のみとなっている[注 3]。1番目に死亡。
- F - Bの父で、農協系土地改良区副理事。1936年生。久留米市の集落一族の本家で、父方の祖父は村議会議員を務めるなど名家。兼業農家の傍ら、民間企業労組委員長を経て、農協の幹部になる。愛妻家[27]。プライドが高く、心配性で世間体を気にするタイプの一方で我慢強く、痛くても口や顔に出さない性格。2番目に死亡。
- G - Bの母で、主婦。Fより3歳年下。久留米の農家出身で、地元高校卒業後に夫の家に嫁入り。良妻賢母だが、気丈な性格である。Mと肉体関係を結んで人生が暗転。Mによる支配下で夫Fの死体処理に関与。3番目に死亡。
- H - Bの妹で、1965年1月生。職業は歯科衛生士。同級生の友達と比較すると、真面目で親の前では大人しかったが、姉Bと比較すると親に隠れる場所では活発で遊び好きであった。また、結婚前に妊娠中絶経験をし、結婚後も職場不倫をするなど複数の男性と肉体関係があり、このことが夫Iとの夫婦仲を悪化させて事件が早期露見せずに一層深刻化させる要因の一つとなった。Mによる支配下における外出では、主に買い物役を担当。母Gの絞殺において足を押さえ関与し、2人の死体処理をした。4番目に死亡。
- I - Hの夫（Bの義弟）[注 4]。農協系土地改良区事務所職員。1959年4月生、久留米市出身で農家の次男。地元の高校卒業後に千葉県警察官になるも、父親の看病を機に退職して実家に戻って、義父Fが勤務する農協の職員となり、婿養子という形で1986年にHと結婚。気が優しく生真面目な性格。Mによる支配下における外出では、主に車の運転手役を担当。義母Gと妻Hの2人を絞殺し、3人の死体処理をした。5番目に死亡。
- J - H夫婦の長女（Bの姪）で小学生。Bの家族と親しくなかったAは3歳年下で同性のJとは親しく、GLAYファンのAはSPEEDファンの彼女と流行歌について語り合った。弟Kを絞殺、母Hを絞殺の際に足を押さえることで殺害に関与し、5人の死体処理に関与。7番目に死亡。
- K - H夫婦の長男（Bの甥）で保育園児。Bの家族の中で唯一通電を受けず、事件現場を直接目撃しなかった。6番目に死亡。

### その他の被害者
Mが経営していた詐欺会社「ワールド」の従業員、および詐欺に遭った人々
Mが経営していた詐欺会社「ワールド」の従業員は、Mの意向に沿わない行動を取ると、Mから虐待を受けることが多かった。BもMの指示で他の従業員らを虐待したり、Mや他の従業員から虐待を受けたりした。また、多くの人々がMの指示を受けた従業員らに騙され、粗悪な布団を高額な金銭で購入してしまった。Mは一連の殺人事件の前に、ワールドでの事件においてBとともに詐欺罪及び暴力行為等処罰ニ関スル法律違反の罪で指名手配を受けていた。
結婚詐欺の被害者
Mは事件中に偽名を用い、複数の結婚詐欺を行って多額の金銭を得ることが多かった。時にはBを「姉」、Cを「甥」として標的の女性に紹介することもあった。結婚詐欺被害者はたくさんいたものの、立件されたのは後述の「女性監禁事件」での監禁致傷罪、詐欺罪、強盗罪のみであった。また、少なくとも被害にあった1組の母子が不審な死を遂げている（「母子不審死事件」を参照）。
Mの元妻とその長男
MはBを支配下に置く前に女性と結婚し、女性との間に1男をもうけた。女性はMからDVを受けたり、女性と長男はMがBに対して暴力を振るう場面を目撃させられたりもした。なお、女性と長男は2人でMの下から逃げ出したため、難を逃れた。

## 事件

### MとBの交際 & B虐待事件
MとBの交際
1980年夏にMが転校前の高校卒業アルバムを入手して同級生のBに電話。BはMとは異なるクラスであり言葉を交わしたこともなかったが、文化祭で注目されていたことを思い出し、会うことになった。
BはMと2回目に会った時に「結婚を考えている相手がいる」と打ち明けられる。これはBの心を揺さぶるMの狙いがあったとされるが、恋愛感情の無いBはMの話に淡々と対応した。車で帰る際にMは車を停めて助手席のBに強引にキスをしようとしたが、この時はBが拒絶した。2人が3回目に会った時に、Mは男性交際に慣れていないBを強引に誘ってラブホテルで肉体関係を結び、BとMの交際が始まる。
1984年夏にBは子持ちの妻帯者Mとの交際を叔母に打ち明けたことでFとGの耳に入り、この交際は不倫関係になるため、両親はMと別れるようにBに求めた。またMがFの資産状況だけでなく、Gの実家の資産状況をも調べており、そのことを知ったGは私立探偵にMの調査を依頼していた。しかし、1984年8月にMがFとGに会った際に礼儀正しく好青年らしく振る舞ったり、妻と離婚してBと再婚して婿養子入りすることを約束する「事実確認書」を作成したことで、FはMを気に入るようになり、GもMに対する姿勢を軟化させた。
BはMとの肉体関係について「いずれ養子を迎えて家を継がなければならないと自覚しているため、Mとは結婚できる相手ではない不倫関係であるため、恋愛に溺れてはいけないと自制していた。でも親が養子縁組した相手と結婚するまでに、1度くらいは恋愛経験をしてみたいという気持ちがあった」「Mから妻との離婚について計画を聞かされる一方で自分にプロポーズしてきたため、不倫だから申し訳ない、結婚を望むのはいけないという気持ちが無くなる一方で、Mに対する恋愛感情がだんだん大きくなり、自制心が薄らいでいった」と述べている。
Bへの虐待事件
MはBに当初は優しく対応していたが、Bが昔、交際していた男友達の話をしたのをきっかけに暴力を振るうようになり、Bに古い日記帳を持ってくるように命じ、事細かに詰問しながら殴打するようになった。Mに信用してもらえる方法を懇願したBに対し、Mは右乳房への煙草の痕、右太股の刺青にそれぞれ自分の名前を刻ませた。また、BはMの指示であらかじめ用意していた文章を読み上げる形でBの知人男性達を罵倒し、関係を絶った。
1985年2月にMから暴力を受けていたBは勤務先の幼稚園で心労と睡眠不足による過労で倒れ、数日後の2月13日に実家で自殺未遂事件を起こす。この際に両親は救急車が臨場する際にサイレンを鳴らさないように求めるなど世間体を気にしていた。
MはBを2月15日に退院させてFの家に戻さずに自分のアパートに連れ帰り、「自殺されたら原因を探られ、自分も警察に呼ばれて迷惑だ」としてBに対する暴力をさらに加速させた。Mは自殺未遂だけでなく、不倫関係が妻に発覚したら損害賠償を請求されると脅したり、Bの裸写真をカメラ撮影した。さらにMはBを幼稚園教諭を辞めさせて自分の会社で働かせる一方で、Bを実家との関係を絶つために分籍させた。

### MとGとの男女関係
Mの証言によると、1984年秋にBの母から「Bと別れてほしい」と持ちかけられたという。Bの母としては、Mが妻と離婚してBと再婚して自分の家に婿養子入りすることを約束する「事実確認書」があるとしても、Mの法律婚は継続していたため、Mを完全に信用していなかったと思われる。
Mの証言によると、MはG（当時44歳）に人目の無い所で話がしたいと持ちかけ、彼女を郊外のラブホテルに連れ込んで肉体関係を結び、その後は会うごとに肉体関係を結んだという。一方で「GはBを心配しておらず、俺（M）に会いたがっている」とMから聞かされたBはGに嫌悪感を抱き、日記に「同じ血が流れているのが嫌になる」と書いている。Gのこの対応で、結果としてMが1992年までの数年間、法律婚を継続したままBとGと同時並行的に男女交際が継続となったために問題は一層複雑化し、BとGに緊張関係を生じさせる素地を形成した。またMとGの関係は地元では噂になっていた。
なお、Bは事件による逮捕後の法廷証言ではMとGの男女関係のきっかけについて「同意による関係でなく、強姦という形で関係を持った」と推測し、母Gについて「私がMと男女関係をもったために、母GはMと男女関係になり虐待されて殺害されるという形で事件に巻き込んでしまった。もし、母GがMと男女関係を続ける中で女として悦びを感じる瞬間があったとしても、私は母Gを恨んだり憎んだりしません」と擁護した。MはGとの肉体関係については向こうが積極的に誘ってきたのがきっかけと主張しているが、検察はBが主張する強姦説を取っている。
MとGの関係について、マスコミには「想像できないような大変センセーショナルな内容」「ミイラ取りがミイラになる男女の仲」「Mは愛人Bの母Gとも20年来の愛人であった」「GはMがこしらえた舞台で右往左往する大役を演じた」と表現された。

### HとIの結婚
両親は長女であるBの結婚相手を跡取りにするつもりだったが、1985年にBが分籍して家を出たために、専門学校を卒業して歯科衛生士になっていた次女Hに見合いを勧める。
1986年7月にHは農協職員男性Iと結婚し、結婚式では約200人が集まって盛大に行われた。Hは見合いを勧められた当時、別に交際していた男性がいたが、親が勧める見合い結婚を断る余地は無く、家庭の縛りから逃げられない境遇に涙した。結婚式でHは花嫁として「白無垢」「色打ちかけ」とお色直しをしていたが、3番目は古式ゆかしい衣装である「黒留め袖」であり、Hの友人は前夜まで泣いていたHを思い出しながら「家のしきたりから自由になれない」と感じて涙したという。
IはF・Gと養子縁組して婿入りする形でHと夫婦になり両親と共に同居する。1987年に長女J、1992年に長男Kが誕生。子煩悩だった夫婦の家庭は外面的には順調であり、Hの友人はH一家は「仲のいい家族」と見ていた。
一方で結婚式の前にBはMの指示により、自分の実家に「Iの実家に財産をやるのか！」「家をメチャクチャにしてやる！」、Iの実家や仲人の親戚に「財産目当ての結婚だ！」等、たびたび嫌がらせ電話をかけた。嫌がらせ電話と、Bが家から勘当を受けているということもあり、BはHの結婚式に出席しなかった。IにとってHとの結婚前に家を出ていた義姉Bとは後述の1997年まで面識は無く、Bを「問題を起こす義姉」「一家の厄病神」と見ていた。

### Mの結婚と離婚
話は前後するが、Mは高校時代にバス停で出会った年上の社会人女性と3年間交際。1982年に布団販売業を経営していたMは交際相手の女性にプロポーズをして19歳で結婚。
一方でMは他の複数の女性と浮気をして結婚後も不倫を重ねたが、妻はこのことを知っていた。妻は最初の頃はやめてほしいとMに言っていたが、次第に感覚がマヒして辛いと思わなくなった。1982年12月24日にはMが入れ込んでいた音楽好きの女性に「バンドをやっている」と口説き、嘘を本当にするために楽器や音響機器を揃えて従業員に1ヶ月特訓をさせ、1100人収容の久留米の大ホールに50人ほどの客の前でバンドの演奏に乗ってMはボーカルを担当し、音楽好きの女性に向けて「最高のイブ！」と声をかけた。この時、ホールの客にはMの子を妊娠していた妻だけでなく、Mと数ヶ月前に肉体関係を結んだ愛人Bがおり、他にも愛人がいたとされる。妻はBとは初対面ではなく、小学生時代に学校で一緒に遊ぶ等の交遊関係があった。妻は後にBがMの事務所に寝泊りするMの愛人と知るようになる。
1983年に長男が誕生したが、恋人時代から続いていたMの暴力は止まらないために妻は逃げ出すことも考えた。しかし、Mから逃げることにより、子供をMに取られる可能性があるため、子供を連れて逃げるのは難しいと躊躇した。
Bは愛人としてMが経営する事務所で寝泊りをするようになり、妻はBと共にMから度々暴行を受ける。Mに暴行をされた際には妻は大声で喚いたが、Bは声を上げずに耐えており、妻は「Bが暴行に声を上げずに耐える」のを不思議がった。また、妻と子の前でMがBを暴行した際、マヨネーズを台所の床に落として舐めることを命じたことに、妻は「子供の前ではやめて！」と叫んだが、Bは抵抗する素振りを見せずに床に落ちたマヨネーズを舐め続けた。このようにBと妻は同じように暴行を受けても、Bは妻よりもMに従属的だった。
Mが暴行して入院したBを不審に思った担当医が警察に通報し、警察がMの事務所に来て任意同行を求められる。妻はMの逮捕を確信し「殺人事件とかになる前で本当によかった」とMからの暴力解放を喜んだ。しかし、数時間後にMは逮捕されずに戻ってきた。
Mの義父（妻の父）はMの性格を疑って結婚後も信用しなかったので、Mは義父の前では粗暴な対応を見せなかったが、義父の死亡後にMが実家でも平然と暴力を振るったことがきっかけとなり、1992年1月に妻は長男を連れてMから逃げて警察署に駆け込んでDVの被害申請をし、紹介された相談所で仮住まいをした。Mは居所を突き止めようとしたが、市役所が住民票を移さないまま長男の転校等を特別に許可するなどの対応をとったために難を逃れ、2ヶ月後にMとの離婚が成立した。
事件発覚後に元妻は「もしあの時、逃げなければ、私がBのように家族を殺していたかもしれない。」「私と子供さえよければいいという考えからBを見捨ててしまい、BはMに連れられてしまった。Bには申し訳なく思っている。」という言葉を残している。

### 詐欺事件・脅迫事件
Mは二束三文の布団を高値で販売するために、暴力や「ヤクザ」という言葉を挙げて客を脅して無理やり布団を買わせるなどの詐欺的商法をしていた。1987年5月には会社をM商店からワールドと改名し、会社の営業項目は大商社の登記簿をそのままコピーして「貿易業、船舶、石油、航空機、鉄、自動車、海運」となっていたが、詐欺的商法には変わりなかった。
Bは幼稚園退職後はMの会社で働くようになる。Mの会社で働くようになったBは、自分を懇意にしていた人物を騙してカードを作って金を詐取し、抗議された際には「うちの会社を潰す気か！」「借金返せ！」「どういうつもりなの！」と、その人物に逆捩じを食わせ、怒声を浴びせるようになった。Bのことを昔から知る人物は「まるで別人のように性格が変わった」と述べている。Mの妻が去ったことでBは愛人から内妻という立場になった。
Mはこの頃から社員に対して序列をつけ、序列の下位の者を虐待したり、上位の者に下位の者を虐待させたりした。Bも他の社員を虐待したり他の社員から虐待されたりしている。
Mはこの商売で1億8000万円を荒稼ぎしていた。しかし、Mが暴力を振るうため社員らが次々と脱走し、業績は悪化。さらにこの詐欺的商法が警察の知るところとなり、1992年7月に詐欺罪と脅迫罪で警察に指名手配され、MとBは最後まで残っていた男性社員と3人で逃亡する。Mの会社は9000万円の債務を踏み倒す形で倒産した。
MとBは一時的に石川県に逃亡していた。金の工面をしていた男性社員も虐待に耐えかねてMから逃走した（この男性社員への虐待は刑事事件になっていない）。
詐欺事件と脅迫事件の指名手配は1999年7月に公訴時効が成立した。
また、Bは逃亡中に長男Cを出産した。

### A親子監禁事件
MとBはMの出身地で土地勘のある北九州市内に戻り、Mの知人である不動産会社勤務の男性Eに接近。MはEが勤務する不動産会社を通じて複数のマンションを確保し、潜伏アジトとした。契約者の名義はMの複数の交際相手である。Mは予備校講師を偽ってEの姉（Aの伯母）に接近した。Eの姉は夫との不和を相談に乗ってもらい、結果、夫と離婚、Mの交際相手の1人となっていた。Mがマンションを確保する際、不動産会社に勤務するE自身が連帯保証人となることもあった。しかし、仲介者であるE自身が当該不動産の保証人となるこの行為は宅地建物取引業法違反であった。この時にMが確保したマンションの1つが、後に発生する数々の殺害事件の舞台となった。
当時、男性は交際相手である保険外交員の女性と同棲していたが、Mから競馬のノミ屋に関する儲け話に関する新会社設立を聞かされたEは同棲していた女性と別れ、Eの実娘AはBが養育するとしてMが確保したマンションに移り、Eは社宅で過ごしながらMが確保したマンションに通うようになった。
Eはまた、仕事で部屋の消毒作業をしないまま「消毒済み」として工費を着服していた過去があった。酒に弱い体質のEを酔わせ、この事実を聞き出したMは「犯罪だ」とEを追及して弱みを握る。そして、Eは室内ではMからカツラを取られるようになった。Aは父Eがカツラであったことを知らず、Eの禿げ頭を目にして驚いたという。さらに、MはEに「娘Aに性的虐待をした」「会社の金を横領した」「Bに対して強姦未遂を犯した」などと事実と異なる事実確認書を書かせ、弱みにつけこむ。Eは出社できなくなって職場を退職すると、社宅を離れてMらのマンションに引っ越すことになり、Mはさらに虐待を加速させた。

### E殺害事件
既にEへの虐待に加担していたBは、Mの不在時もEへの虐待に手を抜かなかったという。これはMが突然現れて抜き打ちのチェックが入り、手加減を見つかればMから制裁を受けるので、それを恐れたためであった。事件発覚後、法廷における証言でAはMだけでなくBのことも「悪魔」と表現した（後述。のちのBの無期懲役確定時にはBを許せないとしながらもBも被害者なのかもしれないと述べている）。この中でも、男性は反抗的態度を一切見せずに、死亡数日前に、次男Dを妊娠していたBに対して「元気な赤ちゃんを産んでくださいね」と言うなど、Bのことを気づかっていた。
虐待はMが主導して行い、BだけでなくAを虐待に加担させることもあった。Aは父Eを手拳で殴ったり噛み付いたりするように指示されたこともあった。
1996年2月26日、MはBに指示して通電を繰り返したり、食事を満足に与えないなどEを虐待して衰弱死させた（第1の殺人）。裁判では未必的な殺意が認定された。
MはAとBに遺体の解体を命じ、Eの遺体は海に遺棄された。Bは身重の身でEの遺体の解体作業を行ったが解体を終えた直後に陣痛が起こり、大分県の病院に駆け込んで次男Dを出産している。
MはAに対し死亡直前のEに歯型がつく程噛ませた後に写真を撮り、Aに「父Eを殺したことを認める」とする事実関係確認書を作成させ、父の殺害に加担した罪悪感を植え付けて虐待を繰り返し、監視下に置いた。

### 母子不審死事件
話は前後するが、Mは死亡前のEによって北九州のマンションを居場所とした後で、同窓生だった女性と接触する。この女性は夫を持つ身であったが、Mから結婚を持ちかけられたことで夫と離婚した。
その後にMは結婚を餌に金を要求し、女性は別れた夫やその親から様々な名目で金をむしり、計1880万円の金がMに流れた。やがて夫や親からの送金が途絶えるようになり、1994年3月31日に女性（当時32歳）は大分県の別府湾に飛び込み自殺した。死亡した女性の父親によると、「遺体を引き取りに行った時、家を出た時と同じ服装だった。1300万円近い金額を送金したのに、預金口座には3000円しか残っていなかった」と述べている。
その5ヶ月前の1993年10月29日には、女性の次女（当時1歳）は頭部強打という形で急性硬膜下血腫で死亡。その際に、指名手配中のBが当時存命中だった次女の母親を騙って搬送された病院に付き添ったが、「椅子から転がり落ちて頭を打った」と説明している。次女の母親を名乗った女性が書き残した書類は事件発覚後に捜査機関に押収され、印鑑の代わりの推した指印がBと一致したことで、Bが当時存命中だった次女の母親を騙っていたことが物証から明らかとなった。
2002年にMらが逮捕されて以降、この事件についてMらによる犯行が疑われた。逮捕後にBは「女児死亡については現場にいなかったので知らない」「女性は死亡する日までMから殴打や通電といった虐待を受けていた。死亡した日はMと共に別府市のホテルに行き、ホテルのフロントで女性に抱かせていた自分の長男を渡された後、女性が海に向かって走り出して投身自殺をした。その後、救急車のサイレンが聞こえたので北九州に逃げた」と供述している。この母子の死亡は「限りなく他殺に近い」と表現されたが、刑事事件とはならなかった。

### 女性監禁事件
Eの友人である女性（当時36歳）にMは死亡前のEを介して知り合い、言葉巧みに近づいて結婚を約束。この女性には不仲だった夫がおり、3人の子供がいたが、離婚した上で長男は前夫に親権を渡し、長女は受験勉強の塾通いのために実家に預け、次女（当時3歳）を連れてこさせて、M・B・Cと同居を始めた。Mによって女性は職場を退職させられた。また女性は離婚直後にMの子を妊娠していたが、「今産むと私生児になる。今回だけは堕ろしてほしい」とのMの意向を受け入れて堕胎した。
1996年12月30日から翌1997年3月16日にかけ、Mは女性と次女を北九州市のアパート2階の四畳半和室に閉じこめ、連日虐待した。虐待はBに行わせることもあった。またMの命令で女性が次女に虐待していた。3月16日未明、女性は隙を見て部屋の窓から路上に飛び降り脱出した。女性の逃亡後、Mは次女を女性の前夫宅の玄関前に置き去りにし、同居していたアパートをすぐに引き払って姿を晦ました。女性はその後、精神科に長期入院した。2002年に事件発覚した頃、この女性はPTSDを患って摂食障害に苦しみ、生活保護を受け生活していたことが判明している。

### B逃亡失敗事件
湯布院事件
E殺害後に金主をなかなか獲得できないMは「今までは俺が金の工面をしてきたから、今度はお前が金を工面する番だ！」と、Bに命じた。BはMの指示で母Gや妹Hに電話で金の無心をしていた。Gは金を渡していた。BはHに消費者金融の借金を頼むも、「今までさんざん迷惑をかけておいて、今更何なのよ」とHに言われて拒絶された。
MがCと共に別のマンションに行った際に、Bは初めてGをマンションに招きいれて、面と向かって金を求めたが、拒絶される。Bは自分で働いて金を稼ぐことを決意し、Mにも言わないまま、DをG（C・Dの祖母）の実家に「母Gが迎えに来ることになってる」と嘘をついて預け、1997年4月に大分県湯布院町でスナックホステスとして働くが、これによりBがMの元に帰って来なくなった。
MはBが逃亡したことを知ると、肉体関係があったGとのやり取りにより、Bが湯布院へ行ったことを知る。BはCとDの様子を聞くために度々、実家に電話をしていた。
Mは自分がBに指示してE殺害を行わせたことを伏せながら、E殺害事件を口実に、身内に殺人犯がいることを露見すると世間体が悪くなるなどとしてBの父F・母G・妹HをMが住むマンションに巧みに呼び寄せた。また、MはBを自分の下に置くために、Bと度々会っていた3人などを通じて、M自身の自殺、葬儀を捏造することでBを呼び戻す。
偽の葬儀で打ちひしがれているBの前にMが現れ、BはMの指示によって自分の家族によって抑えられた。Bにはこの直後の記憶が無くなっている。こうしてBは再びMの支配下に置かれ、Mは今まで以上の虐待をBに行った。
そして、Mは自分の目の前でBに大分県湯布院町の勤め先の雇い主に「給料が安すぎる！ もっとよこせ！ これから取りに行く！」、雇い主の娘が看護師として勤務する病院に「あの娘は薬を横流ししている！」と、それぞれ罵詈雑言と作り話を浴びせる電話をかけさせ、関係を絶たせた。
Aは1997年3月から浴室に監禁されていたが、Bが湯布院に逃亡すると、3週間ぶりに解放されて中学校に通えるようになったが、その代わりにCの世話役などBの代役を担わされることになった。
門司駅逃亡未遂事件
1997年5月中旬、Mが下関市在住と偽って交際していた女性へ下関市の消印の手紙を出すために、Bと監視役Aは下関市に向かった。この時のBの服装はMから借りた男物のカッターシャツとジャージ、男物のスリッパであった。
帰りの列車で門司駅に着いた際に、BはMとAに迷惑をかけないために自殺しようと富士山の青木ヶ原樹海に行こうと考え、発車を告げるベルが鳴ってドアが閉まろうとした瞬間に、ホームに飛び降りて走った。しかし、監視役のAも素早く反応して列車から降りてBを追いかけた。Bは改札口を出て駅前に停車していたタクシーに乗り込んだが、AはBが乗り込んだタクシーに追いつき窓を叩き大声で叫び声を上げたため、Aの周りに人が群がり「警察を呼べ」という声が聞こえたために、Bは逃亡を断念した。
Aは携帯電話でMに連絡を取り、Bの逃走未遂を告げて指示を仰ぐと、Mから門司駅のホームで待つよう指示される。Bは再び走り出して発車直前の列車に乗り込んだ。しかし、またもAがBの乗り込んだ列車に乗り込み、携帯電話でMに連絡。電車が小倉駅に到着した際にホームにMが待っていたため、Bは逃亡を観念した。
マンションに連れ戻されたBに対し、Mから今まで以上の虐待が行われた。

### 一家監禁事件
Bの問題でF・G・Hの呼び寄せ
1997年4月にMは湯布院事件でF・G・Hをマンションに呼び寄せたのをきっかけに、久留米に住む3人を夜頻繁に小倉まで呼び寄せるようになる。Mは当初はBとの関係について離縁を含めた話し合いをF一家と行い、高額の手切れ金をF・Gに飲ませて離縁話がまとまる直前にC・DはMが引き取るという条件を持ち出し、子供好きのBに離縁する気を無くさせ、離縁話が無くなった代わりとして殺人者であるBを匿う費用を要求した。世間体を気にする3人はこの要求に従った。その後、Mは3人に対してBの問題で様々な名目で金を要求するようになる。Bは「3人はMから自分（B）絡みのことで大金を要求されて金をつくるよう指示され、小倉ではいつもお金をつくる話をしていた」と供述している。
また、3人は昼間は仕事をして夜に久留米から小倉まで通って朝に久留米に戻るという生活で睡眠時間が少なくなっていた。Gは睡眠不足から小倉に通う途中で自動車事故を起こしてムチウチ状態となったが、それでも小倉に通い続けた。Mは夜には酒を飲ませながらBの問題を話し合う過程で家族同士の愚痴を聞き出し、弱みを握る。
3人が金が用意できなくなると、Mは3人に対して通電などの虐待を行うようになり、無理矢理でも金を用意させるように追い詰めさせて金を巻き上げた。
さらにFにE殺害現場の配管を交換させ、証拠隠滅に加担させた負い目を負わせた。ノンフィクション作家の豊田正義によると、農協系土地改良区副理事として、さらに上のポストを目指していたFが世間体を気にして、娘Bが殺人犯であることが世間に発覚することを恐れ、MにE殺害現場の配管交換をするよう言いくるめられたと推理している。
MとBの妹の男女関係
Mの証言によると、1997年4月からMとHは肉体関係を結んだ。MはHとの関係についてこれが初めてではなく、高校3年生時に花火大会でH（当時14歳）をナンパしてホテルで肉体関係を持っていた。なお、Bと交際を始めたばかりの頃は、高3時に肉体関係を結んだHがBの妹であることを知らなかった。Mの証言によると、1997年時はHが積極的に誘ってきたと主張している。
1998年当時のMはBに対しては「俺はHから誘われたけど断り、関係を持たなかった」とHとの男女関係を否定していた。だが、Mが話をごまかす時は、堰を切ったように自分から話し始める癖をBは知っており、当時から妹HがMと肉体関係があったと判断していた。
またG死亡後に関するBの証言によると、Mは家族を別々のマンションに分けて住まわせた際にHとBを一緒にしたことについて「当時、Hは買い物役をさせられていたが、それ以外は推測ですので、申し上げなくてもいいと思う」と言葉を濁した。HとIを別々のマンションに分けて住まわせたことについて「Hは虐待以外の時は姪Jと一緒に浴室に閉じ込められ、Mが妹（H）をIから引き離して寵愛したわけではない」としている。
またHの死亡前の時期に、H夫婦が不仲になる頃にHの生理が止まった。それについてMが「急に痩せたりする体調変化で生理が止まったんだろう」と自分を納得させるかのように話し出していたことから、当時は分からなかったが、逮捕後に法廷に立った時点では、HはMの子を妊娠していたと推測するようになった。またBは、Hの妊娠発覚は、自分やIの反感を買ってMによる一家支配の困難化になるとし、MがHの生理が止まっている中で陰部への通電を行ったのは自分の子を流産させるため、H殺害は妊娠発覚を防ぐため、とそれぞれ推測している。
Mの証言によると、「Iから自分とHの男女関係を問い質されたことはない」とHの関係について明白な問答をIとしなかったことを示唆した上で、「彼は自分と彼女の男女関係を察知していたと思う」と推測している。
B義弟Iの取り込み&姪J・甥Kの人質化
F・G・Hが毎晩のように外出して明け方に帰ってくるのを不審に思っていたIは、妻Hと共に小倉のマンションに向かう。
MはIがBと血の繋がりがないことや元警察官という経歴から、BやFに対しては「Iは信用できない」と警戒していた。しかし、Mは実際にIに会った際に他の家族とは別格に扱い、婿養子で立場の弱いIをことさら持ち上げた。
Mは酒の席でF・G・Hから様々な秘密を聞き出し、それをIに聞かせた。
MはHが結婚前に妊娠中絶をし、結婚後も職場で不倫していたことなど酒の席で聞き出しており、それをIに話したところ、Iは相当ショックを受けた。Hの妊娠中絶や職場の不倫は、Mが聞き出すまでは「Hと深いことも相談しあう仲だった親友1人」しか知らないことだった。またMはGが自分と男女関係にあったことを吹き込んだ。
さらにMはFがIの婿養子入りする際の土地名義変更が未だに不履行であることを挙げて、IがF・G・Hに不信感を募らせるように仕向けた。Mからプライドを擽られたIはMを「よき理解者」として気を許すようになり、「Gは食事のおかずを作り過ぎ・手伝えとばかりにレタスを広げる」などとFら3人に不満をぶつけた。さらにMは「F一家は殴られて当然」とIをそそのかして3人を殴らせたが、Mが「強くしないんですか？」と言うと、Iはさらに3人を強く殴った。これにより3人がIに憎悪するよう仕向けた。
一方で、Hから「夫Iが自宅寝室にダブルベッドを置いて部屋のスペースを狭くした」「早朝にIからセックスを求められた」とする愚痴が出ると、MはHの立場になって「女性を侮蔑している！」とIを責め立てた。
これらによってHとIは夫婦仲が悪化し、Mが仲裁して「離婚に関する協議内容合意覚書念書」を作成した。
IはMから聞かされた妻の妊娠中絶や不倫の話についてHを小倉のビジネスホテルで問いただして、Hが認めると逆上して首を絞める等の暴行をしたとして、Mによって事実確認書が作成された。さらにFが農協から借入する際、借用書に連帯保証人として関与した8月に「いつまでHの家の奴隷でいるのですか」とIにそそのかしてIは住民票と妻と子供2人と共に自分の実家に移していたが借用書では元の住所を記載したため借用書の文書偽造罪として追求。さらにMはIにE殺害現場の浴室タイルを張り替えさせ、殺人事件の証拠隠滅罪として追求した。Mは前述のIの行為を犯罪行為として度々蒸し返し、「元警察官たるものが！」という枕詞にIを罵倒して罪悪感を負わせて心理的に追い詰めた。これによりIがF一家を率いてMに抵抗する事態はありえなくなった。
さらに、Iは「子供たちを残して北九州に来るのは心配でなかなか来られない」とMに漏らしたのをきっかけに、MはH夫婦の子供2人（J・K）を連れてくるよう説得し、8月の小倉の夏祭りをきっかけにJとKは小倉のMのマンションに呼び寄せられたが、Mはそれ以降2人を帰さず人質化した。
F一家6人を支配下
Bの問題を名目にFらの奇妙な北九州通いは続き、その過程でAやBに通電という虐待行為を行っていることを知り、約束不履行などを名目にF一家にも通電されるようになる。8月になるとF・H・Iは勤務先を頻繁に欠勤するようになった。
H一家4人には住民票登録上の転居が3回あり、9月中旬に熊本県玉名市のマンションに転居したが、玉名市での居住実態はなかった。保育園児であるKは保育園を8月末で退園し、小学生のJは転校先の小学校にほとんど通わなくなり、Iは9月19日を最後に事務所に出社しなくなった。
FはBの問題で重度のストレス障害となって8月中旬に入院するも、9月下旬にはMによって強引に退院させられた。
金が足りなくなるとFは農協からお金を借りたり、Gが消費者金融から金を借りたり、HとIを退職させて退職金を作るなどして、MはF一家に金を貢がせた。HとIの退職は有給休暇を使い切った後の10月31日付の退職届が勤務先のポストに投函され、Hは職場や上司の自宅まで電話して、退職金早期支払いを求めた。
また、Fの親類は指名手配中のMとBを逮捕するためにFの家周辺に張り込むようになった。1997年11月中旬に久留米の家に戻ったGが警察官に指名手配中のMとBの居場所を聞かれるも、Gは警察官に居場所を知らないと述べたが、警察官から離れた直後に携帯電話でMに家に警察が張り込んでいることを知らせている。
一家はFの父（Bの祖父）名義の土地の売却を画策するも、F・G・H・Iの行動を不審に思った親類が売却できないように資産保全を図る仮登記で対応。Fは親類に仮登記解除を求めるも拒否された。Fら4人はMの指示で親類に対して仮登記解除を求める手紙を送りつけた。12月19日にFとGは土地の名義人であるFの父に会って仮登記解除について話し合うも、彼は拒否した。
一家に警察が張り込んでいることと、Fの父が仮登記解除に応じないことを知ったMは、一家に金を貢がせる術が無くなったとして最終的に監禁状態にした。11月下旬にFは勤務先の職場で同僚に喫煙を理由に外に出て、Gは歯科医院に虫歯治療の予約をキャンセルしたのを最後に一家の行方は分からなくなった。地元では一家が失踪したと噂が立った。
Mは一家に対して虐待によって自分たちの言うことを聞かせ、個々の弱みにつけこんで争わせたり、HがMの手先になって密かに盗聴器を仕掛けたことを明かしたりするなどして、一家を相互不信に陥らせた。マンションの狭い一室、通電を含めた様々な虐待により、当時、同じようにMの支配下に置かれていたA・B・C・Dと同様に、Mは一家への支配を確立していった。一家がMに貢いだ金は少なくとも約6300万円に上る。親族から金を調達できなくなったFは「もうこうなったら、Mにぶら下がって生きていくしかありません」と宣言するまで思考停止状態になっていた。

### 一家六人殺害事件
F死亡事件
1997年12月21日、Mは土地の売却が阻止された責任がF一家の家長であるFにあるとして、Bを通じてFを通電させた。
その結果、Fは死亡した（第2の殺人。ただし、裁判では傷害致死と認定）。
Jがかつて願い事を聞いてくれなかった祖父Fについて「おじいちゃんなんか死んじゃえ」と言っていたが、Mはそのことを持ち出して「お前が祖父Fの死を望んだから死んだんだ」と主張し、Jに罪悪感を植えつけた。
死体解体中にクリスマスやCの誕生日の記念撮影が行われた。
G殺害事件
1998年1月20日、度重なる通電によって奇声を発するようになったGの処遇について、MはBとHとIに対応策を練らせた。Bの母の処遇について3人が精神病院入院や別の住居に引っ越すなど殺人以外の方法を提案したがMはことごとく却下し、Bらが殺害を提案すると「一家の決断であること」を強調した。Iが「義母がよくなるかもしれないので、もう少し様子を見るべき」と主張したことに対し、Mは「今は暴れていないが、殺す段階で暴れるようになったら、殺害が困難になる」とまくし立てた。さらにMは「どうやって殺すんだ」と3人に考える余裕を与えさせないまま、殺害を既定方針として進める。3人は部屋にあった電気コードをMの許可を得て借りたが、Bが解体道具購入を優先することを提案した際にはMは「買いに行っている間に声が外に漏れたらどうする？」と殺害を優先するように暗に要求した。
BとHに体を押えつけさせた上でIに絞殺させた（第3の殺人）。
H殺害事件
1998年2月10日、別のマンションに移動した後、Mの指示の解釈をめぐって娘Jと口論になったH（度重なる通電によって耳が遠くなっていた）に対して、MはHのことを「おかしくなった」などと因縁をつけはじめ、Bに「Gみたいになったらどうするんだ」とHの死を連想する言葉を口にした。そして、MはBに対して「今から向こうのマンション（殺害が行われた場所）に行く。どういう意味が分かるな？」とHの殺害を示唆した。Mは殺害現場のマンションに移動した後で「俺は今から寝る。今から一家で結論を出しておけ」「俺が起きるまでに終わっておけ」とBらに指示した。この言葉をMからの殺害の命令と受け取っていたBとIとJは3人の話し合いの中で「Hの殺害を拒否したいが、Mの曖昧な提案の詳細を聞こうとすると通電される」「たとえ、殺害を拒否しても、Hはもっと酷い虐待を受けて辛い思いをした末に殺されるのではないか？」と悩んでいた。話し合いの結果3人はMに話の中身を聞きに行くことになったが、Mの部屋に向かうドアが開かなかった。Bは「Hの処遇について終わっていないと自分たちも酷い目にあうし、Hは生きていてもMから虐待を受けて辛いだけ」とIに切り出すと、Iが「それなら自分がやる」とHの殺害を決意。IはJに対して、「お父さんが首を絞めるから、おまえは足を押さえて最後の別れの挨拶をしなさい」と問いかける。Hがいる浴室にIとJが入り、IがHの頸にコードをかけようとした瞬間、Iを凝視して「私、死ぬと？」と呟くHに、Iが「すまんな」と答え、Jに足を押えつけさせた上でIに絞殺させた（第4の殺人）。
殺害直後、Iはすすり泣いて「とうとう、自分の嫁さんまで殺してしまった」と呟いた。
裁判ではJは「意思を抑圧されていた」と認定された。
I殺害事件
IがMによる度重なる通電と食事制限で度々嘔吐や下痢をしていた。一時的に症状がおさまると大分県中津市にMの愛人に会うために車の送迎をすることになる。Mが愛人と会っている間、Iは監視役のBと共にレストランに行き、間をもたせるために量の多いセットものを注文して食べるようにMから指示され、丼と小さいうどんのセットとメンチカツを食べる。
小倉に帰ると浴室に閉じ込めたIの嘔吐がひどくなったので、Mが当初は胃腸薬を飲ませていたが、症状はおさまらず、上半身を起こすことができなくなり、吐いてもすぐに吐き気を催し、吐くものがないのにむせている状態が続く。
1998年4月13日、Iは浴室でMから与えられた眠気防止ドリンクと500ml缶ビールを全部飲みほした（BはIが飲んだ現場を直接目撃していないが、カラになったビール缶を持ちながら浴室から戻ってきたMを見ている）。ビールを飲ませて1時間後、Iは浴室で衰弱死した（第5の殺人）。この際にJが浴室で父Iの死亡を確認し、Mらに対してIの死亡報告をしている。
Bは日々悪化するIについて「死亡2日前には病院に連れていかないと死んでしまうと思ったが、母Gの時に病院に入院させる提案がMに拒否されたので、Iを病院に連れて行こうと考えなかった」と回想しており、殺意について未必の故意を認めていた。また、Mは「死ぬと思ったから、最後にビールを飲ませてやった」「（浴室から物音が全く聞こえなくなった状況について）もう死んでるんやないか」とAに言っており、MもIが死ぬことを認識していた。
裁判ではIの死因は「高度の飢餓状態に基づく胃腸管障害による腹膜炎であった」と考えるのが妥当とされた。また、裁判では確定的な殺意が認定された。
K殺害事件
Iの死亡によって、大人はMとBの2人だけになり、他は支配下にされたA、HとIの子供であるJとK、Bの子供であるCとDと子供しか残らなかった。C・Dと世話役のAは優遇されたが、JとKは悲惨な境遇に追い込まれることになる。
Iの死から1ヶ月後、Mは「Kは罪になるようなことはしていない」「子供に情けをかけて殺さなかったばかりに、逆に大きくなって復讐されたという話もある」「そうならないためには早めに口封じをしなければならない」と言い、Bは生きていても甥Kは虐待されるだけと考えたため「そうするしかないですね」と同意した。
1998年5月17日にJはMに対して、「このことは誰にも言いません。弟Kにも言わせません」として自宅への帰宅を願い出たが、Mは「死体をバラバラにしているから、警察に捕まっちゃうよね。弟Kが何も喋らなければいいけど、そうはいかないんじゃないかな」「俺や君自身に不利益が生じるが、責任が持てるの？」と尋問し続ける。そして、Mが「Kは可哀相だから、お母さん（H）のところへ行かせてやる？」と暗にKを殺すことを命じ、Jは「そうします」と答えた。Bは「自分ひとりでKを絞める」と言ったが、Mは「BとJ2人でやれ」と指示を出し、さらにAにも参加するよう促した。Jは弟Kを台所の床に仰向けに寝かせるように指示し、弟Kに「お母さん（H）のところに連れて行ってあげる」と嘘をついて、Aが足を押さえた上でBとJが2人がかりで甥を絞殺した（第6の殺人）。
Aの証言では大筋ではBの証言と一致しているが、Aは「殺害場所が台所ではなく浴室」「殺害においてBはJと2人で絞殺したのではなく、Jが1人で絞殺してBは手首を押さえていただけ」と証言している点がBの証言と異なる。裁判ではBの証言が採用された。なお、裁判ではAとJは「意思を抑圧されていた」と認定された。
J殺害事件
MはJに通電を繰り返して衰弱させ、「太っていたら大変だろ？」という理由でJの食事の量を減らした際に、Bは「太っていたら解体に困るので、MはJの殺害を考えている」と考えた。またJだけがいない場面でMはAに向かって「アイツは口を割りそうだから処分しなきゃいけない」「アイツは死ぬから食べさせなくていい」とJの殺害に関する発言をした。Bは甥K殺害事件直後に解体道具を多めに買うようMが指示を出したことが姪Jの死体解体準備と認識した。
1998年6月7日にMは浴室でJと2人きりで何度も話し合った後で「Jは死にたいと言っている」としてJが頷き、AとBがJを絞殺した。その際、Jは静かに横たわり、首を絞め易いように首を持ち上げたという（第7の殺人）。
Aの証言では大筋ではBの証言と一致しているが、Aは「MがJに通電し続け、全く動かなくなったJにBと共に首を絞めた」と証言し、一部がBの証言と異なる。裁判ではBの証言が採用された。裁判ではAは「意思を抑圧されていた」と認定されている。
上記の事件について、MがAやBや事件当時の生存者に遺体の解体と遺棄を命じた。Cの証言によると、C自身も遺体遺棄に加担させられたり、遺体遺棄を目撃したりしている。
H一家は熊本県玉名市内の賃貸アパートの家賃が1998年3月に振り込まれて以降、連絡が途絶えたことに不審に思った管理人が合鍵で室内に入りランドセルや携帯電話が確認された。
F一家6人の失踪後、北九州市小倉北区内の駐車場でF名義の乗用車が見つかった。駐車場の管理人から連絡を受けたFの親族が車を引き取った（この車は2002年に事件発覚した際には警察に任意提出された）。

### 女性詐欺事件
Bの証言によると、一家6人が死亡した直後にMからBに対し「おまえと子供たちがいるから俺は迷惑なんだ。Aと2人なら、俺はEに成り済まして、ちゃんと生きていけるんだ」と言い、C・Dを殺して自殺するという親子3人の心中を命令されていた。しかし、CとDはMからBがいかに悪い母親か聞かされていたため、Bは親子3人の心中を実行することができなかったという。また、C自身もMから「お前は本当の息子じゃない」「お前さえいなければBと別れられる」などと何十回、何百回言われていたという。
そこで、Mは新しい金主として夫との不仲に悩む専業主婦に焦点を当てる。Mは女性に対して悩みを聞きだし、夫と離婚して自分と一緒になることを求めた。Mは女性に対して「夫の狙いは子供だから子供だけでも私が預かって隠したほうがいい」と女性の2人の子供（双子）を預かる一方で、養育費名目で金を要求した。女性が金を工面できなくなるとMは紹介した風俗店で女性を働かせて、女性から約2500万円を貢がせていた。
女性の2人の子供（双子）とCとDの計4人はAとBによって育てられることになった。その際に、Cは外出先のMから電話を通じてAに暴力をふるうこともあった。
この事件は被害届が出されていないこともあって、刑事事件となっていない。

### A逃亡失敗監禁事件
2002年1月30日に少女AがMの隙をみて、北九州に住む祖父母の家へ逃亡。逃亡に成功したAは半月ほど祖父母と一緒に暮らしてアルバイト先を決めたり、国民健康保険に加入したり、預金口座を作ったりなどして生活の基盤を築き始めていた。しかし、AはMによって父が死亡したことについて罪悪感を持っていたため、父の死を祖父母には伏せていた。
AはMの命令によりお小遣いの名目で金を調達するために祖母とはそれまでも何回か会っていた。その際にMの支配下に置かれていたAは祖母との会話中に、死亡した父に関する質問には「出張中でほとんど逢っていない」としか言わず、現在の住所の質問には「一々聞くと、もう逢わんよ！」と血相を変えて怒ることで質問を封じていた。Aは祖母と会話が終わった直後に隠れて公衆電話や携帯電話でMと連絡を取っており、その様子を目撃していた祖母から不審に思われていた。
Aは生活の基盤を築き始めていたが、2月14日にMの交際相手であるAの伯母からMに行方が発覚する。Mは「Aが金を盗んだりシンナーなどの非行をしており、このままだと父に叱られる」などの嘘話を展開してAの祖父母と伯母を信じ込ませ、Aを強引に連れ戻した。Aは連れ戻される直前に祖父母に「おじさんの話は全部嘘。迎えにきて」と走り書きのメモを渡す。
その後、AはM及び支配下のBから首を絞められたり通電されたり、Mの命令で自分の血で「もう二度と逃げたりしません」の趣旨の血判状を書かされたり、5分以内にAの右足の親指の爪をラジオペンチを使ってA自身に剥がさせるなどの虐待を受けた。なお、Bも逃亡に失敗した時に爪をラジオペンチで剥がされていた。

### 発覚
2002年3月6日、少女A（当時17歳）が虐待から逃れて祖父の家に助けを求めてきて虐待事件が発覚した。Aは父と一緒に映った写真を密かに所持しており、心を繋ぎとめていた。
翌3月7日、MとBはAに対する監禁致傷罪で逮捕された。MとBは、容疑や名前も含めて完全黙秘を続け、身分証は偽造されたものばかりであったため、当初は身元が不明であったが、Bが所持していた高校時の写真集をきっかけに判明した。
当初はMとBの2人によるAへの傷害と監禁事件と思われた。その後、Aの証言により、MとBは、Eの知り合いで、5年 - 6年前から4人で暮らすようになったが、暮らし始めて約1年後にEが行方不明になり、その後は3人で暮らしていたことが判明する。
後日、別の場所で、AとBが世話をしていた4人の子供が発見された。CとDについてはDNA鑑定でMとBの子供と判明した。残り2人は双子で、別の女性の家庭の不和につけ込んで預かった子供であった。
数日後、Aが「父はMとBに殺された」と証言したため、殺人事件として捜査が開始、事件の解明は大きく動いた。さらにAは、F一家6人が殺害され、遺体は解体されて海や公衆便所などに捨てられたと証言したため、大量殺人事件として捜査されるようになった。またそれまでに発覚した事実の特異性から、福岡県警察は3月11日、刑事部長を捜査本部長とする「北九州市小倉北区内における少女特異監禁等事件捜査本部」を設置し、後に事件が解明されたことを受け、同年9月18日には同本部名を「小倉北区のマンション内における監禁・殺人等事件捜査本部」に改称した。県警はAの証言を元に「殺害現場と思われる場所の配管」まで切り出し、DNA型鑑定を行ったが、Mが配管や浴室のタイルを交換するなどの証拠隠滅工作をしたことや、7人の遺体が既に完全に消滅しているために、物的証拠が何もないという状態であった。
Aは4人（E・F・J・K）の死亡状況を見ていた（JとKの殺害については自らも関与した）が、他3人（G・H・I）の死亡状況は見ていないため殺害方法も不明であることから、捜査は難航した。しかし、長い間黙秘をしていたBが2002年10月23日に自供したことで、改めて事件の概要が判明した。脅迫や虐待をされる中で被害者たちが作成させられた「事実確認書」等の書類、AとBの供述から解体に使われた鋸やミキサー等の死体処理道具を購入した時期を示す領収書、AとBの証言からE殺害事件に使用されて河川に遺棄された鋸の発見、死体解体時の音や匂い、ゴキブリの大量発生を不審に思ったマンション住人の証言など、物的証拠がほとんど無い中で間接証拠が集められた。
Bは逮捕後の拘置所生活について、「食事もできるし、お風呂にも自由に入れるし、トイレにも自由に行かせてもらえるし、読書の時間さえある」と語っており、Mの支配下の生活の過酷さを物語った。
AとBに育てられていた4人の内、被害女性の子供2人は親元に戻された。C（当時9歳）とD（当時6歳）は児童福祉施設から小学校に通うようになったが、Cは今までの人生について「あまり面白いことがなかったから、0歳から人生をやり直したい」と感想を残している。CとDは出生届すら出してもらえず、Cは教育を受けずにいきなり小3で入学した。
2003年7月に空の骨壺に6人の顔写真を入れて一家6人の告別式が行われた。またH一家4人の全員の集合写真がなかったため、Iの実家には合成したH一家4人の集合写真が飾られている。

## 刑事裁判

### 第一審・福岡地裁小倉支部
第一審の刑事裁判は、福岡地方裁判所小倉支部にて開かれた。
M・B両被告人の初公判は、監禁致傷罪などについて、2002年6月に開かれた。しかしその後、殺人容疑での再逮捕が相次いだため、公判期日が当初の予定より延期され、2003年5月の第3回公判から、殺人罪などの審理が開始された。
一連の殺人事件について、最後の追起訴は、2003年6月だった。最終起訴から2年以内に、第一審判決を言い渡すことを目指す、裁判迅速化法に基づき、2003年10月以降は、週1回のペースで集中審理し、実質的な審理は、2005年1月26日の第72回公判まで行われた。
BはEとFの死亡について傷害致死を主張したが、他の5人の殺害を含めて全面的に刑事責任を認める。一方でMは死亡事件について当初は全面無罪を主張した。このように、両被告人の方針が分かれた場合は、分離公判になることが珍しくないが、Bが「最後までMという男を見届けたい」とMとの併合審理を希望したため撤回された。
Mは「7人の死について事故やBらが殺害したものによるもの、F一家の問題への関与を避けていた自分に責任はない」と主張した。Mが主張する各死亡原因は、E「風呂掃除中に転倒して頭を打った」F「Bが通電したため」G「Bが私と男女の仲だったGを憎み家族を巻き込んだため」H「夫IがHの男性関係を憎み家族を巻き込んだため」I「肝機能障害を抱えていた中で外食の飲み過ぎ・食べ過ぎ」K「BとJが殺害したと聞いた。BがKの親を殺したために復讐封じとして」J「AとBが殺害したと聞いた。BはJの口を封じた」と主張した。さらにMは「自分には殺す動機が無い」として、F「高圧ガスやボイラーの取扱免許で会社設立で稼げるので」G「一家支配において自分の右腕として働いていたので・入院給付金等が入った」H「クラブで働かせて金を稼げるので・無借金だからサラ金で借りられるので」K「父の実家が可愛がっており生かしていれば金を巻き上げることができるので」J「京都の舞妓さんとして働かせて金を稼ぐつもりだったので」と主張した。さらにMは「自分はEとF以外の死亡現場には立ち会っていない」「Fの死亡前に子供たちを旅館に移動させたので、子供たちはFの死亡を目撃してない」と主張して、殺人罪と傷害致死罪の無罪を主張した。また、「自分はBとGとHと肉体関係があったため、Iを含めた各自が嫉妬して三角関係にまきこまれた被害者」とも主張していた。ただMの主張には「Fの会社設立は借金状態から無理」「無職のHにサラ金から借金できない」「Fの死亡を目撃していたAは死亡経緯を詳細に証言できた」等の矛盾が多く、変遷することも珍しくなかった。極悪非道な手口で7人の命を奪った凶悪大量殺人事件にもかかわらず、法廷でのMの発言は煮ても焼いても喰えないような言葉ばかりで、漫談を聞いているような錯覚に陥り一気に緊迫感が無くなることが度々あったという。
また、以下の証人の証言が注目された。
- 父を殺されて自分も虐待されたAはビデオリンク方式で「私にはMとBが悪魔に見えました」「父の敵はきっと私が取ります。ここまで苦しめられた敵を取る方法はMとB両方ともが死刑になることです」と語気を強めて発言した[127]。
- 1996年 - 1997年の監禁事件でPTSDを患って摂食障害に苦しんでいた被害女性はビデオリンク方式において検察の尋問がかつてのMからの通電時の尋問に重ねてしまうストレスのために医師から血圧と脈拍を測定して薬が投与されながら証言するも、開廷から20分で身体が言うことをきかなくなって声が出なくなったために裁判長が打ち切りを決めた直後に「どうかMを極刑にして下さい。望むことはただそれだけです。」と震える声で訴えた[128]。
- 子I・嫁H・2人の孫（JとK）の4人を殺されたのIの母は「（出産時に）お腹を痛めたことがある者として、（出産経験がある）Bに聞きたい。孫Jから『何も言いませんから、お父さんの実家に帰してください』と言われた時に、どうして同じ年頃の子供を持つ母親として、子供の願いを感じられなかったのですか？」とBに訴えた[117]。法廷証言をする際にIの母が身に付けていた腕時計は、Iが警察官になる前にガソリンスタンドのアルバイトによる初めての給料で母にプレゼントするために買った物であった[129]。また、Iの親族はMのみならずBに対しても死刑にするよう求めた。
- 親族ら6人をMに殺害されたBの親族(Bの叔父・叔母たち)3人は、「Mへの怒りが日に日に増していく。Mを死刑にしてほしい」と訴えた。Bの叔母（Gの姉）は、Bに対しては「Mと出会いさえしなければ事件は起こらなかった」としてBについては寛大な処罰を求めた。

2005年3月2日、論告求刑公判が開かれた。検察は、被告人M・B両名に対し、いずれも死刑を求刑した。論告で検察側は、「善悪の箍が外れた発案者Mと指示にひたすら従う実行者Bとして、車輪の両輪とも言える関係に成り果てていた」と表現し、「稀代の連続大量殺人事件で両被告の刑事責任は我が国犯罪史上、比肩するものがないほど重大である。金蔓として利用価値がなくなった被害者の口封じに7人も抹殺するという鬼畜の所業をやってのけた両被告には極刑を持って臨むのが相当」と表現した。MとBの関係について、佐木隆三は「鞭を振るう御者Mと直走る馬B」と表現している。
2005年4月27日、第74回公判にて、Bの弁護人による最終弁論が行われ、弁護人は死刑回避を求めた。
そして、同年5月11日（第75回公判）、5月18日（第76回公判）と、2度に分けて、被告人Mの最終弁論が行われた。Mの弁護人は、全面的に無罪を主張し、初公判から3年半にわたった公判が結審した。
2005年9月28日、第一審・福岡地方裁判所小倉支部（若宮利信裁判長）は判決公判で、M・B両名に死刑判決を言い渡した。
Mの支配下に置かれてお互いを憎み合っていたAとBの証言がほとんど一致し、Bは自分にとって不利なことも進んで証言していること、一方、無罪を主張するMの証言には矛盾が多く一貫性がないことなどから、MとBが7人を死に至らしめたと認定した。ただし、Bが主張していたAの父とBの父の傷害致死については、Bの父については「蘇生させようとした」ことから殺意はみとめられないとして「傷害致死」としたが、Aの父を含めたそれ以外の死亡を「殺人」と認定した。なおBの妹夫婦は殺害に関与しているが、MとBが事件に2人を巻き込んだ経緯から、判決では「何の落ち度もない被害者」とされている。
裁判所は一連の事件を「甚だしい人命無視の態度には戦慄を覚える」「残酷、非道で血も涙も感じられない」「悪質さが突出し、犯罪史上稀に見る凶悪事件」と厳しく非難し、Mを「一連の事件の首謀者であり最大の非難に値する」「真摯な反省や謝罪が無く、犯罪性向は強固で根深く矯正の見通しは立たない」、Bを「被害者に対して常に高圧的な態度で臨むなど、主体的で積極的に加担した」と犯行を糾弾した。
Bに対しては、「各犯行を真摯に反省悔悟し、被害者ら及びその遺族らに深く謝罪する気持ちを持っている」「真相解明に寄与した」「被害者らに通電等の暴行、虐待を加えたのはあくまでもMの指示があった場合であり、Mの指示がないのにBのみの意思でそれらの行為を行ったことはない」「Mとの生活は、Bがその意思で選択したとはいえ、Mから度々通電や暴行を受けたり、すべての責任を押し付けられたりして、決して安穏なものではなく、苦労も多く自殺を考えたこともあるほどであった」「Bの犯罪性向は矯正不可能とはいえない」など有利な事情も認めた上で死刑を選択した。

### 控訴審・福岡高裁
Mは判決を不服として、同日付で福岡高等裁判所に控訴した。Bは当初、死刑判決を受け入れるつもりでいたが、暴力の影響や支配構造等の事件の核心を審理する事を理由に控訴を決めていた弁護団の説得に同意し、同年10月11日付で、福岡高裁に控訴した。
二審でBの弁護団はBの心理鑑定、Mに撮影された裸写真の法廷提出、法廷における「DV」という言葉の多用、性暴力被害の専門家の法廷証言、性暴力被害者団体による刑の酌量軽減を求める署名など、一審にない手法を用いて性暴力を含めたドメスティック・バイオレンスの観点から事件当時はMの激しい支配下に置かれていて、責任能力はなく心神喪失状態であったとし、無罪を主張した。
2007年9月26日、福岡高等裁判所（虎井寧夫裁判長）で控訴審判決が言い渡された。福岡高裁は、被告人Mの死刑判決を支持し、控訴を棄却した一方で、Bについては死刑判決を破棄し、無期懲役判決を言い渡した。判決理由で、福岡高裁は「Iが元警察官でありながら解体作業や殺害などに加担したことから、Mによる通電などの虐待が被害者の人格に影響を与えていたことを考慮し、Mに暴力支配を受けており従属的だった」と指摘し、捜査段階での自白や公判での反省の態度も考慮した。ただし、「Bが主体性を失っていたとは言えない」とし、無罪とはならなかった。
無罪を主張していたMは判決直後、弁護人に対し「証拠の評価を誤った不当判決」として上告の意向を示し、同年10月5日付で最高裁判所へ上告した。
一方で無期懲役判決を受けたBについて福岡高等検察庁は2007年10月4日に「被告人Mとの共同正犯と完全責任能力を認めたのに死刑判決を破棄し、量刑を無期懲役に減軽したことは納得できない」として上告の方針を固め、最高検察庁と協議した上で2007年10月9日付でBについて「最高裁の死刑に関する判例に違反する」として最高裁へ上告した。その一方でBの弁護人は「主犯Mの巧妙で長期間に渡る支配に対し深い洞察や理解を示す判決で、控訴審でBが訴えたかったことを理解していただけた」として上告期限となる10月10日までに上告しなかった。

### 上告審・最高裁第一小法廷
2011年9月21日までに、最高裁判所第一小法廷（宮川光治裁判長）は、Mについて、上告審口頭弁論公判開廷期日を、同年11月21日に指定し、関係者に通知した。
2011年11月21日、最高裁第一小法廷（宮川光治裁判長）で、上告審口頭弁論公判が開かれた。弁護側は、「Mは、一連の犯行に関与していない」として、無罪を主張した。一方、検察側は、「Mは、Bに暴行を繰り返し、言いなりになるよう仕向けた上で、自らの手を汚すことなく、全ての犯行をBらに実行させた。Bは度重なる暴行により、逆らう事はできない。Bと違い改悛の情は全くなく、それゆえ遺族らの処罰感情も峻烈だ。Bより罪が重いことは明らかであり原判決は正当」と述べ、一審で検察側が認めなかったMとBの支配関係を検察が自ら認め、M・弁護人の上告を棄却するよう求めた。
2011年11月29日までに、最高裁第一小法廷（宮川光治裁判長）は、Mについて、上告審判決公判開廷期日を、同年12月12日に指定し、関係者に通知した。
2011年12月12日、最高裁第一小法廷（宮川光治裁判長）は、上告審判決公判で、被告人Mについて、一・二審の死刑判決を支持し、被告人・弁護人側の上告を棄却する判決を言い渡した。その後、Mの死刑判決が確定した。
一方で、Bの控訴審・無期懲役判決に対する、検察の上告についても、最高裁第一小法廷（宮川光治裁判長）から、同日付で棄却決定がなされ、Bの無期懲役が確定した。この決定は「死刑の選択も十分考えなければならないが、異常な虐待を長期間繰り返し加えられ、指示に従わないことが難しい心理状態の下でMに追従して犯行に加担した点や、捜査段階での自白が真相解明につながった点も、極刑に処するほかないとは断定しがたい」とした最高裁判所裁判官5人中4人賛成の多数意見だったが、横田尤孝裁判官は「抵抗する力も言葉も持たない5歳の甥と10歳の姪の殺害を実行した。諸事情を全て被告に有利に考えても、他に例を見ない凶悪重大性に鑑みれば極刑で臨むほかない」「Mから理不尽な虐待を受けていたからと言って、類を見ない凄惨な犯行に及んだ者の刑事責任が軽減されるのはいかにも不当」と死刑寄りの反対意見を出した。
2017年9月22日現在、Mは死刑囚として福岡拘置所に収監されている。

## 民事訴訟
福岡県警察は、2002年にE殺害事件が発覚した際に「Aは遅くとも中学校に入学した1997年4月以降は、周囲に相談したり通報したりすることができた」が1999年4月で申請期限が過ぎたとして犯罪被害者給付金は支給できないと判断して、Aや親族に給付金制度の存在を知らせていなかった。2006年2月に犯罪被害者給付金制度の存在を知ったAは福岡県公安委員会に対し、父E殺害事件について犯罪被害者等給付金支給法に基づき給付金を申請した。福岡県公安委員会は、申請時点でEが殺害されてから10年が経過しているとして、2007年3月に申請を却下し不支給と裁定。不支給裁定に対し、Aは「申請に必要な死亡診断書や死体検案書などが存在しないこと、実質的に監禁されていて申請できなかったこと」などの理由を挙げて、福岡地方裁判所に支給を求め訴えを起こした。
2010年7月8日、福岡地裁（高野裕裁判長）は、「Aには期限内に申請ができない特別な事情があったのに、機械的に申請期限を当てはめるのは、被害者救済を目的とする制度の趣旨や正義の観念に著しく反する」とし、殺人が認定された刑事訴訟一審判決の2005年9月を申請期限の起点と認定し、福岡県公安委員会の裁定を取り消す判決を言い渡した。
福岡県公安委員会は判決を不服として、福岡高裁に控訴したが、2010年11月30日、福岡高裁（古賀寛裁判長）は、第一審判決を支持し、県公安委側の控訴を棄却する、控訴審判決を言い渡した。
福岡県公安委員会は控訴審判決を不服として、最高裁に上告したが、2011年9月2日付で、最高裁第二小法廷（竹内行夫裁判長）は、不支給裁定を取り消した一・二審判決を支持し、福岡県の上告を棄却する決定をした。これにより、不支給取り消しが確定したため、福岡県公安委員会は、同年9月15日付で、Aに給付金を支給した。

## 手法
Mがこの事件で用いた手法は以下の通りである。

### 弱みにつけこむ
Mはまず対象者に言葉巧みに近づいて信用させる一方で、何かしらの弱みを握る。Mは対象者に酒を飲ませて言葉巧みに気分をよくさせて相手側から弱みを吐かせることが多かった。
そして、Mは相手の弱みに乗じて対象者に自分に金を持ってくることを要求した。ただし、Mは「お金を持ってこい」とはあからさまには脅さずに、「これはお金を持ってこいと言っているんだな」と思わせるような遠回しな言い方をして脅していた。また、Mは家族を対象とする時は他人に知られたくない弱みを握った際に家族全員をいきなり脅すことはせず、家族を二分にさせた上で双方に弱みをちらつかせることで、家族同士が無理を重ねてかばったり憎みあうように仕向けていた。
Mはこのような対象者を「金主」と呼んでいた。Mのターゲットとなった者は「純粋な性格」「警戒心が薄い」「間が抜けている」「世間体を気にしている」「実家がそこそこ裕福である」「子供がいる」といった特徴があるとされている。

### 電気ショックによる虐待
相手の弱みを握ったMは弱みをちらつかせて被害者に対して様々な暴力・虐待を強いた。
特に電気ショックはMが相手を支配するのに非常に重要なツールだった。原点はMが経営する会社に在籍していた工業高校電気科卒の従業員から得た知識を生かして考案したものであった。当初は軽い痛み程度のお遊びであったが、それを目撃したMが関心を示し、電気ショックを虐待に使用できるようにしていった。Mは電気ショックを「通電」と呼び、裸にした電気コードの先にクリップをつけ身体に挟んで瞬間的に電流を流す方法が主に用いられた。激痛が走り目の前は真っ白になり患部は火傷を起こし酷い時には水膨れになる。通電する際の部位には手・腕・足・太股・乳首・口や耳や顎など顔が対象であった。それだけではなく、サディズムの象徴である性器に対し、男女関係なく通電した。女性に対する性器の通電は裸で仰向けに膝を曲げて寝かされた状態でMに通電された。2人の女性が横に並んで同じように裸で仰向けに膝を曲げて寝かされた格好でMに性器を通電されたこともあった。男性に対する性器の通電は、下半身裸で直立不動にさせた後に性器を2人の女性によって通電させたこともあった
通電を受けた者から「顔面に通電されると、1秒でさえものすごい衝撃で激痛が走り、意識が遠のいて目の前が真っ暗になり、このままどうなるのかという恐怖感があった（B）」「顔面への通電で判断力を失い、何も考えられなくなったことがある。生きていくのが嫌になり、生きていたいという意欲が削がれた（B）」「肉が食い込み、締めつけられ、千切れるような熱感で身体が捩れ、息ができず歯を喰い縛った（元従業員）」「脳天に突き上げられる衝撃で目の前が真っ暗になって倒れて気を失った（元従業員）」「筋肉が引き攣って痛くて火傷をし、一発で気持ちを圧し折られてしまう（Mから通電された男性）」「乳首に通電されるとちぎれるような痛みがあり、心臓がバクッとして胸にドンという電気の衝撃があり、仰向けに倒れたことがあった。眉毛への通電では、目の前に火花が散って真っ白になりそのまま失神した（監禁女性）」、性器の通電を受けた者から「性的な意味で自分という人間を否定されるような屈辱感があり、石にでもなってしまいたかった（B）」という証言が残っている。
Mは通電について、Bを含む被害者らへの躾が目的の「秩序型通電」とMが腹を立てた時の「激昂型通電」の2種類であったとしている。通電の前には必ず理由が言い渡され、どんな些細な出来事も理由になった。
Bは「Mは通電を含めた虐待を酒を飲む際の肴にしていたように感じた」と証言している。
なお、10歳女児であるJや1996年 - 1997年監禁事件の3歳女児、まだ幼いCとDも通電を含めた虐待の対象となった。5歳男児であるKは通電こそ免れていたが、食事制限を含めた虐待を受けていた。

### 文書
Mは数々の「事実確認書」などの文書を作ったり、作らせたりした。これらの中には「弱み」「虐待」を盾に被害者に作らせたものもあった。
主に以下のようなものがあった。
被害者が将来において文書の中身を実行するもの
相手にMの利益になる無理難題を実行させることを約束させるもので、相手に文書の中身について実行させなければならないと思わせるように仕向けた。
被害者が過去の弱みを告白するもの
署名したことを理由に被害者の弱みを握ったりM自身の責任を逃れるように仕向けた。文書の中身が真実でなくても真実であるように思い込ませて逃亡を考えさせない材料にしていた。
Mが将来において文書の中身を実行させると思い込まれるようなもの
相手に文書の中身についてMが、さも将来において実行するかのように思わせた。
また、これら文書の多くに「和やかな雰囲気の内に作成した」という不自然な一文が記入されていたり、文書を読み上げてテープで録音するなどしており、これに基づきMは「全員が納得の上で文書を作成した」と主張した。このことについて小野一光は「偏執的ともいえるMによる文書作成の強要」と表現している。

### 生活制限ルール
Mは相手の「弱み」「虐待」「文書」を盾に、「衣服」「移動」「睡眠」「食事」「排泄」「外出」など様々な生活制限ルールを強いた。
衣服制限
衣服は薄着で防寒にならないものが多かった。例として「真冬に袖を捲ったカッターシャツと裾を捲った長ズボン」「与えられたジャージとスウェット」がある。女性に男物の服を着させることもあった。
酷くなると上着が使えなくなり、下着姿だけになった。女性の場合はさらに酷くなると、上半身裸や両乳首に小さく切ったガムテープを貼られた姿で、下半身はパンティーのみ両乳首に小さく切ったガムテープを貼られた姿にさせられた。
また1着しか与えられず、ごくたまにしか洗濯が許されなかった。
移動制限
部屋の中を移動するにも、一部において一方向に背を向けながら移動させたり、匍匐前進を義務付けた。
睡眠制限
布団などまともな寝具は使えず、週刊誌を敷いて新聞紙を被せるだけになった。台所で雑魚寝だが、鼾がうるさいと扉と窓に南京錠がかかった浴室に常時閉じ込められた。昼間に3時間 - 4時間の睡眠で昼夜逆転の生活であった。Mが主導してF一家を支配して話し合いをさせた後で最後にJが「今は平成9年（1997年）10月6日午前1時です」と答える録音テープが残っている。
会話制限
Mの許可が無い会話は禁止された。
食事制限
食事は1日1回または2回。床に敷いた新聞紙や広告紙に「蹲踞」の姿勢を取って食べなければならなかった。
7分 - 15分の時間制限があり、他の被害者（主にB）が監視役としてタイマーで測った。
食事の例として「ラーメンの出前」「コンビニ弁当」「コンビニ白米御飯」「食パン」「菓子パン」「カロリーメイト」「生卵」で、ほとんどが簡易な食事だった。
Bは、Mが指示した物以外を与えることはなかった。もし他の被害者らをかわいそうと思い指示された物以外を与えればBが虐待される。
排泄制限
トイレに行くときはMの許可が必要。小便は浴室か台所にあるペットボトルにすることが義務付けられた。大便は1日1回で便器に腰掛け禁止。便座の腰掛け等は他の被害者（主にB）が監視役を担当した。
物使用制限
基本的に物を使用する際にはMの許可がなければ使用することができなかった。
例として「ファンヒーター」「布団乾燥機」「絞殺道具」「死体解体道具」がある。
外出制限
マンションに来ると運転免許証と車のキーが取り上げられた。玄関ドアのチェーンに南京錠で施錠されて自由な外出が禁止された。
外出時には携帯電話で頻繁に連絡を入れて、どこで何をしているのか報告しなければならなくなった。Mには大体の地理が頭に入っていて、想定の時間内に所定の場所に到着することを求めた。
またガソリン代や駐車料金は逐一Mに報告して代金を貰い、借用書を書かされる等して必要最低限のお金しか持てなかった。
マンションの部屋にも様々な細工をしていた。全ての窓に遮光カーテンがあるだけでなく、玄関ドアのチェーンはほとんどドアが開かないくらい短くなっており、玄関のドアスコープや新聞受けも物で遮るなどして、外部から室内を覗けないようになっていた。そしてあらゆる窓やドアに多数の南京錠が取り付けられており、鍵を開けないと出入りができないようになっていた。
これら生活制限ルールの違反をした被害者は、Mによるさらなる虐待を受けた。これらによって被害者は精神的に追い詰められることになった。その一方で、Mは時々外食をさせたり、マンション内の食事に1品つけることがあり、被害者たちに幸福を感じさせて一層Mに服従するように仕向けた。

### マインドコントロール
Mは相手の「弱み」「虐待」「文書」を盾に、「食事」「排泄」「睡眠」「外出」など様々な生活制限を強き、自分を頂点とする密室の支配構造を強いて被害者を序列化した。通電される者は下位の人間であり、どんなに些細な理由でもMの意向で被害者は通電された。
またMは、被害者が別の被害者の悪口や不満を述べれば序列の下位から免れるように仕向け、Mは被害者たちの悪口を聞き出したりMがそれらの悪口や不満を当事者である被害者に吹聴させることによって、被害者たちがお互いを憎しみ合うように仕向けた。Mがいないところで被害者同士が集まっている部屋で盗聴していることを匂わせ、Mがいない場所でもMに逆らう言葉を話し合わせないようにした。また被害者はMの指示で上位の被害者が下位の被害者に対して通電するようになり、逆らえば序列の下位に落とされて通電されるため逆らえず、誰かが下位に下がれば他の者は安堵し、家族を裏切ることも厭わずにMの歓心を得ようとしてMに絶対服従するようになった。
そのため、AとBを含めた被害者たちは敵対関係に陥って個々人が孤立してしまい、一致団結してMに逆らうということが無くなった。
またこれらのマインドコントロールは、後に被害者が親族である他の被害者を攻撃することに抵抗感を無くさせ、Mは自らの手を汚さずに被害者に殺人や死体解体をさせる素地のひとつとなった。
これらMによるヒエラルキー構造は「「ワンマン的リーダーM」と「Mの利益を最優先目的とするMの指示を絶対視して絶対服従する複数の奴隷」」「支配と服従の密室」「人間を完全に受動的存在たらしめるためのM流ドクトリン」「秩序もなにもない密室」「密室の中での絶対的な権力」「頂点に立つMの下にBがいて、枠外にA、最下層にC一家」と表現された。

### 執念深く逃亡者を捕まえる
Bが逃げてひっそり湯布院でホステスとして働いたときに、Mは、Bの家族にBへの怒りを抱かせるような嘘をつくなどして協力させ、Mが自殺したとのうわさを隅々に流し、Bの家族を取り込んで葬儀を捏造し、Mが死んだと思い込み葬儀に来たBを、Mが押し入れに隠れて捕まえ、激しく殴った。また、Aが1回目の逃亡をした時は、Aの祖父母を「Aは窃盗やシンナー吸引などを犯していてこのままだと父親に殴られそう（実際にはAの父はすでにMが殺害している）」という口からでまかせの嘘で騙し、Aを連れ戻した。
逃亡に失敗した時のAとBにはいずれもMたちから激しい虐待が行われた。

### 殺人・死体解体
Mは直接実行をしなかったが、Bらへのマインドコントロールを通じて、以下のことを実行した。
殺人
Mは金を巻き上げられなくなって用済みになると、自分の手を汚さずに支配している人間を誘導して殺害をさせるよう仕向けた。
Mは全て被害者が直接着手するよう仕向けた。またMは被害者らに問題処理の決断を迫る際に殺害以外の選択肢を悉く却下して、最終的に被害者らに殺人を選択させるように仕向けた。Mは絞殺をする際には首を絞める役割の人間と足を押さえる役割の人間を指定することはあったが、誰かに「○○を殺すしかないと思う」「死亡したお母さんに会いたい」「死にたい」と言質を取らせ、自分が殺人を考えたのではないと主張した。
上記の経緯から殺害の実行行為に着手せず明確に「殺す」という言質を出さなかったMを殺人罪で裁くことが出来るのかが裁判で注目された。
死体処理
遺体は浴室で鋸とミキサーで分解し、鍋で煮込んで解体処理するようにアイディアを出し、被害者に選択させ、死体解体の進捗状況が遅いと虐待で急かすように仕向けた。解体された遺体を海や公衆便所などに投棄した。
Mはこの死体処理手法について「私のオリジナル。魚屋の本を読んで応用し、佃煮を作る要領」と述べている。
また水道管や浴室のタイルなどを交換して、証拠を隠滅した。そのため、遺骨や血痕などの殺害の直接証拠が全く無く、捜査機関はAとBの証言に依拠せざるを得なかった。
3歳女児まで虐待したり、児童Aや元幼稚園教諭Bに児童を殺害・死体処理をさせたり、元警察官であるIに殺害・死体処理をさせたり、10歳女児Jに家族の殺害・死体処理をさせたり、残った女児Jも容赦なく殺すのは前代未聞である。第一審判決では、この点について「見逃せないのは、児童が犯行の巻き添えや痛ましい犠牲になっていることである。これらは犯行の残忍で冷酷な側面を如実に示している」と指摘している。
また生存者であるAも死体処理に加担し、また殺害において1人は首を絞めて直接絞殺し、もう1人は足を押さえて殺害行為に加担し、計2人の殺害をしたことになっている（なおAは当時13歳だったため、14歳未満の刑事責任を問うことを禁じた刑法の規定により刑事責任には問われない）。Bは裁判では、Mの上記の狡猾な手法によって意思を抑圧され犯行に加担させられた「間接正犯」と主張したが、退けられた。

## 死亡者の行動心理
この事件の死亡者は、
- 「詐欺の指名手配で逃亡しているMやBの居場所などを警察に伝えて、逮捕させることはできなかったのか？」
- 「Mから酷い虐待をされているのに、なぜ逃げずにMの言いなりになったのか？」
- 「Mから握られた弱みは、Mから酷い虐待を受けながら殺されるほど深刻なことだったのか？」
- 「夫がいる身にもかかわらず、娘または姉の交際相手と肉体関係を持ったのはなぜか？」

といった、他者から見て不可解な行動を見せている。死亡者の場合は、「死人に口なし」として行動心理を本人から聞き出せずに不明なままとなっている。
死亡者の親族であり生存者であるBは、
- 「（Mとの出会いをきっかけとする一連の事件など『Mとの20年間』について）今思うと全てが異常でした。今の私にはあの時の当時の自分が信じられません。どうしてあんなことが出来たのだろうと思います[180]」
- 「自首しなかったのはMが逮捕されて迷惑をかけ、Aが世間の冷たい視線に晒されると思っていたため[181]」
- 「（逃げずにMと行動をともにしていたことについて）逃げる所も行く所もないと考えたが、それ以上深くは考えなかった[181]」
- 「監禁されていたEは、娘Aを連れ出したり置き去りに関わらず、監視や施錠によって逃亡するのは不可能だった[182]」

と答えている。なお、BはFとGがMに従っていた理由として、「両親がMの言うことに従わなければ、親戚に危害が及ぶと思っていたから」と語っている。

## 事件を題材とした作品
ドキュメンタリー
関連書籍も参照。
- ザ・ノンフィクション 「人殺しの息子と呼ばれて」 前後編（2017年10月15日、22日、フジテレビ） - 死刑囚M・受刑者Bの間に生まれた男性Cを取材した[184]。同番組の放送時間帯としては異例の高視聴率を出し、同年12月15日の「金曜プレミアム」枠で追加取材の内容を加えた再編集版が放送された。2018年に番組制作プロデューサーの張江泰之により書籍化された。（ISBN 978-4041067345）

事件を元に創作された作品
- 新堂冬樹の小説『殺し合う家族』はこの事件をモデルにしている。
- 坂井田俊監督の映画『僕は人を殺しました』はこの事件の死刑囚Mと、附属池田小事件の宅間守をモデルにしている[185]。
- 真鍋昌平のマンガ『闇金ウシジマくん』の「洗脳くん」編はこの事件をモデルにしている。また、ドラマ版シーズン3にてテレビドラマ化された。
- 渡邊ダイスケのマンガ『善悪の屑』の19-25話はこの事件をモデルにしている。
- 櫛木理宇の小説『寄居虫女（ヤドカリオンナ）』はこの事件をモデルにしている。
- 誉田哲也の小説『ケモノの城』はこの事件をモデルしている。
- 真梨幸子の『インタビュー・イン・セル　殺人鬼フジコの真実』に登場する殺人犯は、この事件を参考に事件を起こす。
- 稲垣みさおの漫画『狂悪殺人録 ～一家監禁殺害事件～』はこの事件をモデルにしている。
- 映画『愛なき森で叫べ』はこの事件の死刑囚Mをモデルにしている。
- ドラマ『未満警察 ミッドナイトランナー』（第1話）はこの事件をモデルにしている。
- 本田真吾の漫画『サイコ×パスト　猟奇殺人潜入捜査』の「練馬区監禁連続殺人事件」はこの事件をモデルにしている。